# Biblioteca de Castilla y León
La Biblioteca de Castilla y León es una biblioteca pública española, de carácter autonómico, ubicada en el palacio de los Condes de Benavente, en la plaza de la Trinidad de Valladolid (Castilla y León). Fue creada a través de la Ley 9/1989, de 30 de noviembre, de Bibliotecas de Castilla y León, y su funcionamiento está regulado mediante el Decreto 56/1991 de 21 de marzo.
Es la cabecera del Sistema de Bibliotecas de Castilla y León, principal centro de conservación y difusión del patrimonio bibliográfico de la Comunidad y entidad de referencia respecto a cualquier información de temática y autores castellanos y leoneses. También asume las funciones de lectura pública ofreciendo este servicio desde la Sección Biblioteca Pública de Valladolid que depende de la Dirección de la Biblioteca de Castilla y León.

## Áreas técnicas
- Biblioteca de Estudios Castellanos y Leoneses
- Hemeroteca de Castilla y León
- Centro de audiovisuales de Castilla y León
- Centro bibliográfico de Castilla y León
- Biblioteca Pública del Estado en Valladolid

## Estadísticas
De acuerdo con los datos de 2023, las cifras que resumen la actividad de la biblioteca son:
- Visitas: 383 334.
- Usuarios activos: 19 574.
- Colección: 744 808 ejemplares.
- Préstamos: 314 226.
- Biblioteca Digital de Castilla y León: 33 693 obras digitalizadas.[4]

## Colecciones

### Colección de libre acceso
La biblioteca dispone de una amplia y variada colección que incluye todo tipo de documentos, en cualquier soporte y en distintos idiomas, como libros, periódicos, revistas, publicaciones oficiales, partituras, mapas, planos, carteles, discos, CD, DVD, vídeos, fotografías o diapositivas; además proporciona acceso a los recursos y servicios disponibles en Internet. Los fondos de la biblioteca son en su mayoría prestables y de libre acceso.

### Colección de reserva
La Biblioteca de Castilla y León es la cabecera del Sistema de Bibliotecas de la Comunidad Autónoma, por lo que parte de sus colecciones son principalmente de conservación e investigación sobre temática, autores y producción editorial de Castilla y Léon. Del conjunto de fondos podemos destacar las bibliotecas de autores, recibidas por donaciones de bibliotecas privadas de figuras relevantes del ámbito literario y de la cultura, entre las que destacan las ingresadas por la Fundación Jorge Guillén.

## Depósito Legal
La comunidad autónoma de Castilla y León asume la gestión del depósito legal en su territorio a raíz de las transferencias de competencias otorgadas por el RD 3019/1983, de 21 de septiembre, y el Convenio establecido con el Ministerio de Cultura para la gestión de las bibliotecas de titularidad estatal por Resolución de 9 de junio de 1986.
La Ley 9/1989 de Bibliotecas de Castilla y León estableció el Sistema de Bibliotecas de Castilla y León y creó la Biblioteca de Castilla y León como primer centro bibliotecario y bibliográfico del sistema. Para ello se constituye en depositaria de los ejemplares procedentes del depósito legal.

## Biblioteca Digital de Castilla y León
La Biblioteca Digital de Castilla y León (BDCYL), gestionada por la Biblioteca de Castilla y León, tiene como principal objetivo facilitar el acceso libre a través de Internet a los fondos bibliográficos y documentales de autores y temas castellanos y leoneses que conservan las bibliotecas y archivos de la Comunidad Autónoma. De esta forma se difunde el patrimonio bibliográfico y documental castellanoleonés y se garantiza la preservación de los bienes que lo constituyen mediante la digitalización de las obras más valiosas.
La colección contiene más de 33 000 obras, e incorpora a sus fondos reproducciones digitales de todo tipo de materiales impresos y audiovisuales, tales como libros, documentos, periódicos, revistas, mapas, grabados, fotografías y otros soportes de información.